# 정글피쉬 2 (영화)
"정글피쉬 2"은 2011년에 개봉한 대한민국의 영화이다. 2010년 KBS에서 8부작으로 방영되었던 드라마 "정글피쉬 2"를 극장판으로 재편집하여 상영한 영화이다.

## 등장인물

### 주요 인물
- 홍종현 : 민호수 역
- 박지연 : 서율 역
- 이준 : 안바우 역
- 신소율 : 이라이 역
- 한지우 : 백효안 역

### 그 외
- 김보라 : 윤공지 역
- 김동범 : 배태랑 역
- 최명경 : 이상용 선생 역
- 윤희석 : 정인우 선생 역
- 고경표 : 봉일태 역
- 이미소 : 유여진 역
- 최우혁 : 스피커 역
- 류효영 : 정유미 역
- 신서현 : 홍은자 역
- 정경호 : 민찬기 역
- 김재우 : 신원탁 역
- 정만식 : 안바우 부 역
- 이금주 : 백효안 모 역
- 이주석 : 서율 부 역
- 김화란 : 서율 모 역
- 이일화 : 이라이 모 역
- 송은진 : 여 선생 역
- 박하민 : 여 선생 역
- 전소민 : 이쁜누나 역
- 김희령 : 가화고 교감 역
- 박민영 : 안바우 모 역
- 전정훈 : 보호관찰관 역
- 조재윤 : 풍림고 체육선생 역

## 같이 보기
- 정글피쉬
- 정글피쉬 2